# Bulvar admirala Ušakova (stanice lehkého metra v Moskvě)
Bulvar admirala Ušakova (Бульвар Адмирала Ушакова) je jednou ze stanic moskevského metra, v jižním sídlišti Butovo na Butovské lince. Nese název podle nedaleké ulice (bulváru), pojmenované po Fjodoru Ušakovi.

## Charakter stanice
Jedná se o stanici vybudovanou na estakádě, umístěné 9,6 m vysoko nad zemí. Konstrukčně se do velké míry shoduje s ostatními stanicemi na lince. Nástupiště je ostrovní, dlouhé 90 m, zastřešené a od okolí oddělené protihlukovými stěnami. Výstup zajišťují tříramenné krátké eskalátory, vyvedené do vestibulu umístěného pod úroveň nástupiště na povrch. Cestující mohou využít rovněž i výtah.
Stanice byla zprovozněna jako součást doposud jediného a prvního úseku Butovské linky 27. prosince roku 2003.